# Curt Swan
Douglas Curtis Swan (Willmar, 17 febbraio 1920 – 17 giugno 1996) è stato un fumettista e illustratore statunitense.
Per oltre 30 anni, Swan è stato il disegnatore che ha definito graficamente il personaggio di Superman, disegnando centinaia di storie e cover tra gli anni cinquanta e ottanta. Ha lavorato in tutte le principali testate della DC Comics dedicate all'Uomo d'Acciaio: Action Comics, Superman, Lois Lane, Jimmy Olsen, World's Finest (oltre a disegnare Superboy in Adventure Comics) e si è occupato anche di moltissime strip giornaliere sui quotidiani statunitensi.
Assieme a Murphy Anderson, Swan ha formato un binomio (Swanderson) che ha segnato la Silver Age e la Bronze Age dei comics.

## Biografia
Curt Swan, la cui nonna svedese aveva accorciato in Swan il nome originale della famiglia Swanson (sul finire dell'800 quando viveva in Canada), era il più giovane di cinque figli. Il padre John lavorava per le ferrovie, sua madre Leotine Hanson aveva lavorato in un ospedale locale. Da ragazzo, invertì i propri nomi, firmandosi "Curtis Douglas" piuttosto che "Douglas Curtis", non piacendogli l'assonanza fonetica tra "Doug", diminutivo di Douglas, con "Dog": in seguito, si firmò comunemente col diminutivo di Curt Swan.
Fin da bambino dimostra un particolare talento per il disegno, incentivato anche dalla lettura di riviste quali Collier's Weekly e The Saturday Evening Post: durante la Grande depressione trova un lavoro presso un magazzino, aiutando così la famiglia.
A 18 anni entra nella United States National Guard e un paio d'anni dopo nell'esercito.
Arruolatosi nella 34ª Divisione, 135ª Fanteria, si trasferisce prima a Camp Claiborne (Louisiana) quindi a Fort Dix (New Jersey), dove viene promosso a sergente. Nel 1941, la sua divisione viene inviata in Irlanda del Nord.
Trascorre la maggior parte della Seconda guerra mondiale lavorando alla rivista GI Stars and Stripes (S&S), un quotidiano dell'esercito. Viene trasferito a Londra per un anno, quindi, nel 1943 a Parigi. Durante quel periodo, trascorso in un piccolo appartamento vicino alla Torre Eiffel, decide di sposare Helene Brickley, conosciuta quando era di stanza a Fort Dix, poi reincontrata a Londra (lavorava per la Croce rossa) e di nuovo a Parigi, dove lei viveva appena fuori città. Si sposano nella capitale francese nel 1944.

## Swan e la DC Comics
Tornato alla vita civile, nel 1945 si trasferisce dal Minnesota al New Jersey ed inizia a lavorare per la DC Comics (allora National). Tranne una fase di apprendimento durata pochi mesi durante dei corsi serali (al Pratt Institute), Swan è stato un artista del tutto autodidatta.
Iniziò disegnando molti personaggi, principalmente Gang Busters, Tommy Tomorrow e Boy Commandos, dedicandosi presto alle sole matite e lasciando ad altri la fase a china. Swan accetta di disegnare ogni cosa gli viene proposta dalla DC: perfezionista, arriva presto a lavorare "15-16 ore al giorno, sette giorni su sette", sebbene sembra che il suo lavora non soddisfasse l'editor Mort Weisinger e che tra i due ci fossero frequenti discussioni.

### Superman
Gradualmente si avvicina alle testate di Superman: il suo primo lavoro è alle matite di Superman n. 51 (aprile-maggio 1948), mentre sembra essere la storia A Zoo for Sale in Superboy n. 5 (novembre-dicembre 1949) il primo numero in cui lavora su Superboy (molti fumetti di quegli anni non riportavano i credits di tutti gli autori).
Nel 1951 Swan ne ebbe abbastanza dei ritmi imposti dalla DC e si allontana dalla casa editrice, iniziando a lavorare nel mondo della pubblicità. Ma il guadagno molto basso non lo tenne a lungo lontano dai comics: tornò alla DC e, limate le incomprensioni con Weisinger, iniziò a lavorare costantemente su Superman.
Nel 1954 Swan crea (senza particolare successo) la strip Yellow Hair, sul personaggio di un ragazzo biondo, nativo americano. Dal 18 giugno 1956 fino al 12 novembre 1960, disegna anche le strisce quotidiane di Superman.
Molto prolifico, arriva a disegnare anche più di due albi al mese.
Con Crisis e l'avvento di John Byrne come scrittore/disegnatore regolare del personaggio, a metà degli anni ottanta Swan lascia Superman (in un passaggio troppo brusco, a detta di molti), continuando alla DC con progetti "minori" (tra cui una serie speciale di Aquaman nel 1989).
L'ultima storia disegnata da Swan per Superman è comunque un albo epocale, che ha segnato gli anni ottanta dei comics e che resta tra le migliori storie dell'Uomo d'Acciaio: Che cosa è successo all'Uomo del Domani? (1986), scritta da Alan Moore.

## Premi e riconoscimenti
- Inkpot Award 1984
- Eisner Award: Hall of Fame 1997